# Glomuscel

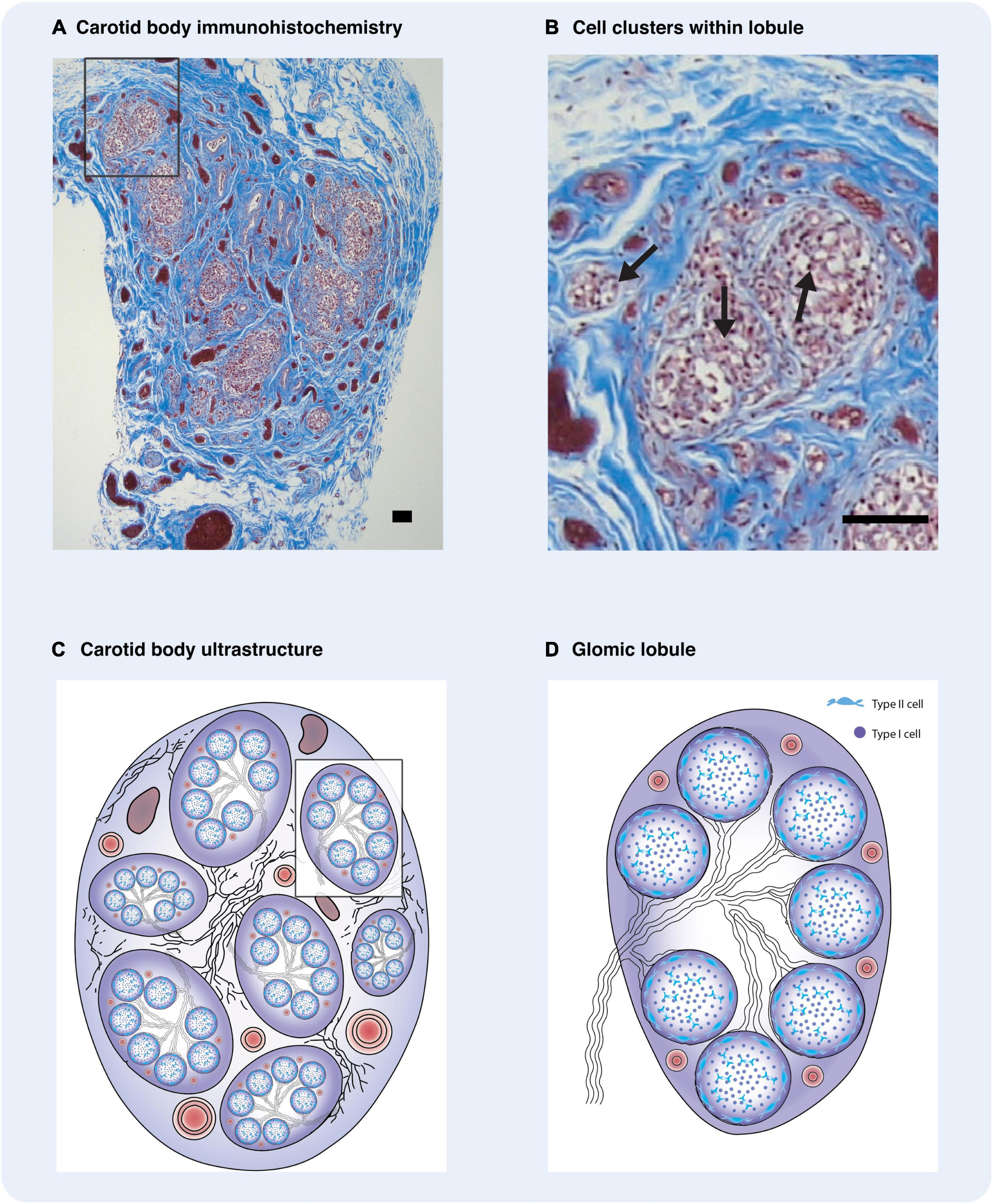
Carotislichaampje. (D) Glomic lobule: celcluster met gemyeliniseerde zenuwen en met type I glomuscellen binnenin en type II glomuscellen aan de buitenkant.

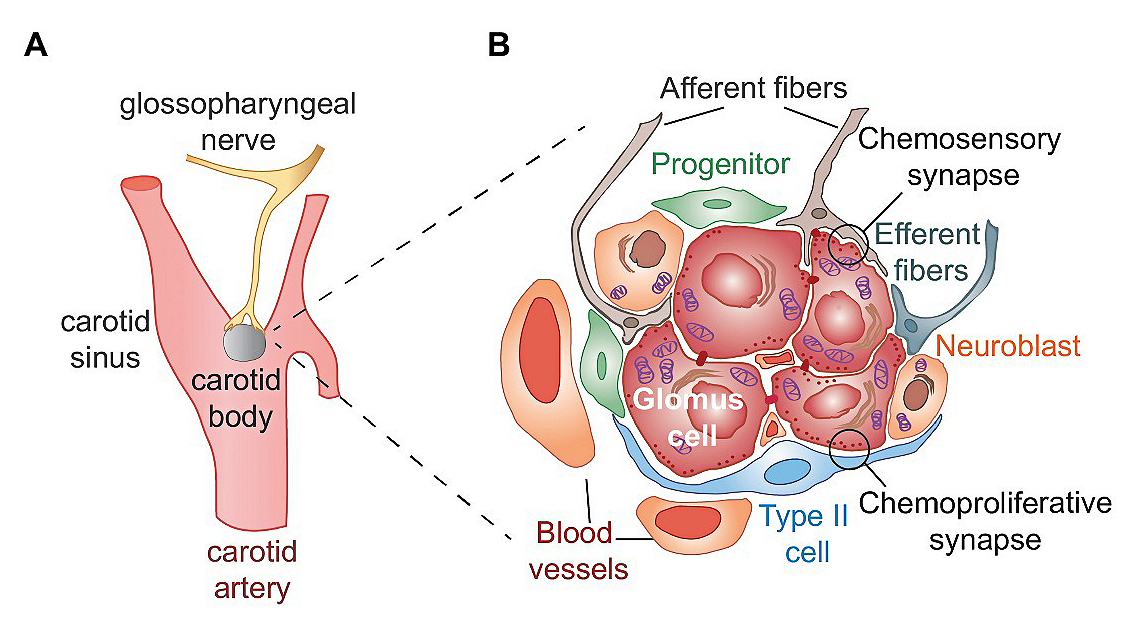
Carotislichaampje

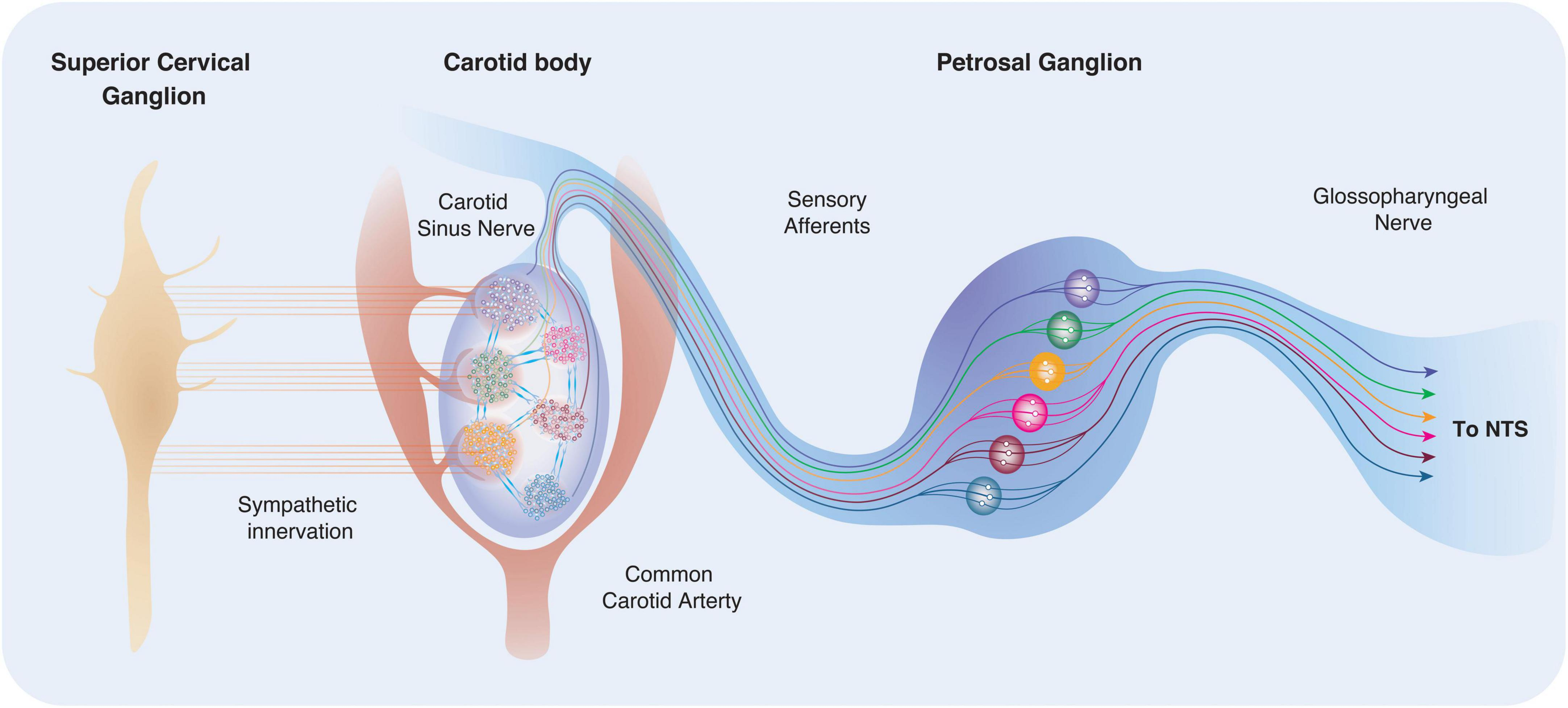
Carotislichaampje met innervatie en neuraal netwerk. NTS: nucleus of the solitary tract (solitaire kern van de tractus solitarius medullae oblongatae).

Glomuscellen bevinden zich voornamelijk in de glomera carotica (carotislichaampje) en glomera aortica (aorticalichaampje). Glomus type I-cellen zijn perifere chemoreceptoren die de zuurstof-, koolstofdioxide- en pH-waarden van het bloed detecteren. Wanneer de pH van het bloed daalt, de partiële zuurstofdruk (pO2) daalt of de partiële koolstofdioxidedruk (pCO2) stijgt, geven de carotislichaampjes en de aorticalichamaampjes een signaal aan de dorsale ademhalingsgroep in de medulla oblongata om het volume en de ademhalingsfrequentie te verhogen. De glomuscellen hebben een hoge stofwisselingssnelheid en een goede bloedperfusie en zijn daarom gevoelig voor veranderingen in de arteriële bloedgasspanning. Glomus type II-cellen zijn epitheliale steuncellen met een vergelijkbare ondersteunende functie als gliacellen.

## Structuur
Glomuscellen zijn het meest voorkomende celtype in het carotislichaampje met een celaantal variërend van 12.000 glomus type I-cellen bij de rat tot 60.000 bij de kat. Elektronenmicroscopisch onderzoek heeft twee celklassen in het carotislichaampje van de rat geïdentificeerd: glomus type I-cellen en glomus type II-cellen. Glomuscellen hebben een ovale of polygonale vorm met een bolvormige of eivormige kern en een goed ontwikkeld golgicomplex. Er zijn twee soorten vesikels: heldere, gladde en gecoate vesikels, waarvan de laatste elektronendicht materiaal bevatten, wat wijst op de aanwezigheid van catecholamines. Glomus type II-cellen onderscheiden zich van glomus type !-cellen door de afwezigheid van zowel cytoplasmatische organellen als vesikels met een dichte kern. Glomus type I-cellen vormen een heterogene populatie bestaande uit cellen van subtype A en B. Glomuscellen van type A zijn bolvormig met een diameter van ongeveer 8–15 μm, terwijl glomuscellen van type B onregelmatiger van vorm lijken. Glomus type I-cellen (met name subtype B) bezitten cytoplasmatische uitlopers, waarvan sommige meer dan 40 μm lang zijn, die met de leeftijd in lengte toenemen. Wanneer glomus type I-cellen in vitro worden gekweekt, verdwijnen deze uitlopers aanvankelijk en worden de cellen bolvormiger. In celculturen die langer dan 48 uur worden bewaard, keren ze echter terug. Ondanks deze fenotypische verschillen kunnen glomus type I-cellen worden onderscheiden van type II-cellen en andere celtypen door hun affiniteit voor pinda-agglutinine (PNA), dat kan worden gelabeld met een fluorescerende marker.

## Functie
Glomus type I-cellen zijn chemoreceptoren die de partiële zuurstofdruk (pO2), de partiële koolstofdioxidedruk (pCO2) en de pH van het arteriële (slagaderlijke) bloed controleren.
Glomus type I-cellen zijn secretoire sensorische zenuwcellen die neurotransmitters afgeven als reactie op hypoxemie (lage pO2), hypercapnie (hoge pCO2) of acidose (lage pH). Signalen worden doorgegeven aan de sensorische zenuwvezels van de carotis sinuszenuw. Deze informatie wordt naar het ademhalingscentrum gestuurd en helpt de hersenen bij het reguleren van de ademhaling.
Een toename van intracellulair Ca2+ mobiliseert de intracellulaire neurotransmitterbevattende vesikels naar het celmembraan en vervolgens wordt de afgifte van de inhoud van de vesikels in de extracellulaire synaptische ruimte geactiveerd.
De signalering binnen de chemoreceptoren wordt vermoedelijk gemedieerd door de afgifte van neurotransmitters door de glomus type 1-cellen, waaronder dopamine, noradrenaline, acetylcholine, substantie P, vasoactief intestinaal peptide en enkefalines. Vasopressine blijkt de reactie van glomus type 1-cellen op hypoxie te remmen, vermoedelijk omdat de gebruikelijke reactie op hypoxie vasodilatatie is, wat in geval van hypovolemie moet worden vermeden. Bovendien reageren glomuscellen zeer goed op angiotensine II via angiotensine II-receptorantagonist type 1, wat informatie verschaft over de vocht- en elektrolytenstatus van het lichaam.

## Innervatie
De glomus type I cellen van het carotislichaampje worden geïnnerveerd door de sensorische zenuwcellen die zich in het ganglion inferior van de nervus glossopharyngeus bevinden. De carotis sinuszenuw is de tak van de nervus glossopharyngeus die ze innerveert. Als alternatief worden de glomus type I cellen van het aortalichaampje geïnnerveerd door sensorische zenuwcellen die zich in het ganglion inferior van de nervus vagus bevinden. Centraal vormen de axonen van de zenuwcellen die glomus type I cellen innerveren een synaps in het caudale deel van de solitaire nucleus in de medulla oblongata. Glomus type II cellen worden niet geïnnerveerd.

## Ontwikkeling
Glomus type I-cellen zijn embryonaal afkomstig van de neurale lijst met een neuronale afstammingslijn afkomstig van het van het ganglion cervicale superius. In het carotislichaampje hebben de ademhalings-chemoreceptoren postnataal (na de geboorte) een periode nodig om functionele volwassenheid te bereiken. This maturation period is known as resetting. Deze rijpingsperiode staat bekend als 'resetten'. Bij de geboorte vertonen de chemoreceptoren een lage gevoeligheid voor zuurstofgebrek, maar dit neemt toe in de eerste paar dagen of weken van het leven. De mechanismen die ten grondslag liggen aan de postnatale volwassenheid van chemotransductie zijn onduidelijk.

## Klinische betekenis
Clusters van glomuscellen, waarvan de carotislichaampjes en de aortalichaampjes de belangrijkste zijn, worden parasympathische paraganglia genoemd. Ze zijn ook aanwezig langs de nervus vagus, in het binnenoor, in de longen en op andere plaatsen. Neoplasmata van glomuscellen staan bekend als paraganglioom en zijn over het algemeen niet-kwaadaardig.